# Plicosepalus
Plicosepalus es un género con 12 especies de arbustos  perteneciente a la familia Loranthaceae. Es originario del este de África tropical.

## Taxonomía
El género fue descrito por Philippe Édouard Léon Van Tieghem y publicado en Bulletin de la Société Botanique de France 41: 504 en el año 1894.

## Especies aceptadas
A continuación se brinda un listado de las especies del género Plicosepalus aceptadas hasta noviembre de 2014, ordenadas alfabéticamente. Para cada una se indica el nombre binomial seguido del autor, abreviado según las convenciones y usos.	
- Plicosepalus acaciae (Zucc.) Wiens & Polhill
- Plicosepalus amplexicaulis Wiens
- Plicosepalus curviflorus (Benth. ex Oliv.) Tiegh.
- Plicosepalus foliosus Wiens & Polhill
- Plicosepalus kalachariensis (Schinz) Danser
- Plicosepalus meridianus (Danser) Wiens & Polhill
- Plicosepalus nummulariifolius (Franch.) Wiens & Polhill
- Plicosepalus ogadenensis M.G.Gilbert
- Plicosepalus robustus Wiens & Polhill
- Plicosepalus sagittifolius (Engl.) Danser
- Plicosepalus somalensis Wiens & Polhill
- Plicosepalus undulatus (E.Mey. ex Harv.) Tiegh.